# Svinaktiga affärer
Svinaktiga affärer (engelska: A Private Function) är en brittisk-australisk komedifilm från 1984 i regi av Malcolm Mowbray.

## Handling
I en liten stad i Yorkshire förbereder man en bankett för stadens grädda, för att fira prinsessan Elizabeth och Philip Mountbattens bröllop. Trots efterkrigstidens ransoneringar har man fått tag i en oregistrerad gris som ska slaktas och ätas. Men så blir grisen stulen.

## Rollista i urval
- Michael Palin - Gilbert Chilvers
- Maggie Smith - Joyce Chilvers
- Denholm Elliott - doktor Swaby
- Richard Griffiths - Allardyce
- Bill Paterson - mr Wormold
- Liz Smith - modern
- Tony Haygarth - mr Sutcliff
- Alison Steadman - mrs Allardyce
- Pete Postlethwaite - Broadbent
- Jim Carter - inspektör Noble